# Christian Scherfig
Christian Scherfig (født 3. januar 1965) er en dansk advokat og erhvervsleder, der er tidligere administrerende direktør for Dansk Design Center og tidligere formand for Radio- og tv-nævnet, næstformand for TV2 Danmark A/S og bestyrelsesmedlem i Vækstfonden. I dag er Christian Scherfig partner i advokatfirmaet Mazanti-Andersen og sidder tillige i flere bestyrelser. Christian Scherfig er dertil Honorær Konsul for Malaysia i Danmark og sidder i VL13.
Han er søn af erhvervsmanden Ole og Lise Scherfig og bror til filminstruktøren Lone Scherfig. Hans far var nevø til Hans Scherfig.
Scherfig begyndte sin karriere som fondshandler på Københavns Fondsbørs og etablerede allerede som 24-årig sit eget bankieraktieselskab. Han påbegyndte jurastudiet i 1989 og blev cand.jur. fra Københavns Universitet i 1994. Som nyuddannet blev han ansat i advokatfirma, og senere blev han partner i DLA Nordic (i dag Horten). I 2005 blev han administrerende direktør for Dansk Design Center, hvilket han var indtil 2011. 
Christian Scherfig er formand for og medlem af en række bestyrelser, herunder Exformatics A/S, Huset Markedsføring m.fl. Christian Scherfig har i 9 år været formand for Radio- og tv-nævnet, næstformand i TV2 Danmark A/S´ bestyrelse samt bestyrelsesformand i Københavns Teater og bestyrelsesmedlem i Folketeatret. 